# Centro Interdisciplinario de Ciencias de la Salud Unidad Milpa Alta
El Centro Interdisciplinario de Ciencias de la Salud unidad Milpa Alta es una de las escuelas de nivel superior que integran al Instituto Politécnico Nacional de México. Aprobada por el entonces presidente, Luis Echeverría Álvarez en 1973. El CICS inició sus actividades académicas en septiembre de 1975. 
El CICS imparte cursos de nivel licenciatura y posgrado, con el objetivo de formar profesionales con un alto nivel competitivo en el área de las médico-biológicas.

## Historia
El personal docente y las autoridades de la Escuela Superior de Medicina (ESM) en 1972, propusieron diseñar un modelo educativo en ciencias de la salud, debido a la situación en la que se encontraba la educación a nivel superior dentro del país, fue por ellos que los principales propósitos de la institución eran atender la demanda de estudiantes de la Ciudad de México y además ser un modelo educativo capaz de reproducirse en otras regiones del país. 
El modelo fue presentado a las autoridades del Instituto Politécnico Nacional, instituciones del sector educativo y a expertos de Ciencias de la Salud de la Organización Sanitaria Panamericana. Al aprobarlo en 1973, fue presentado a Luis Echeverría Álvarez, quien dio su aprobación e instruyó a las autoridades para su construcción. Al haber un retraso en la elaboración del proyecto, el entonces delegado de Milpa Alta, Agapito Domínguez Canabal, proporcionó un edificio que funcionaba como escuela secundaria, donde el CICS inició sus tareas de manera provisional en septiembre de 1975 pero fue hasta octubre del mismo año, cuando se creó oficialmente el Centro Interdisciplinario de Ciencias de la Salud.

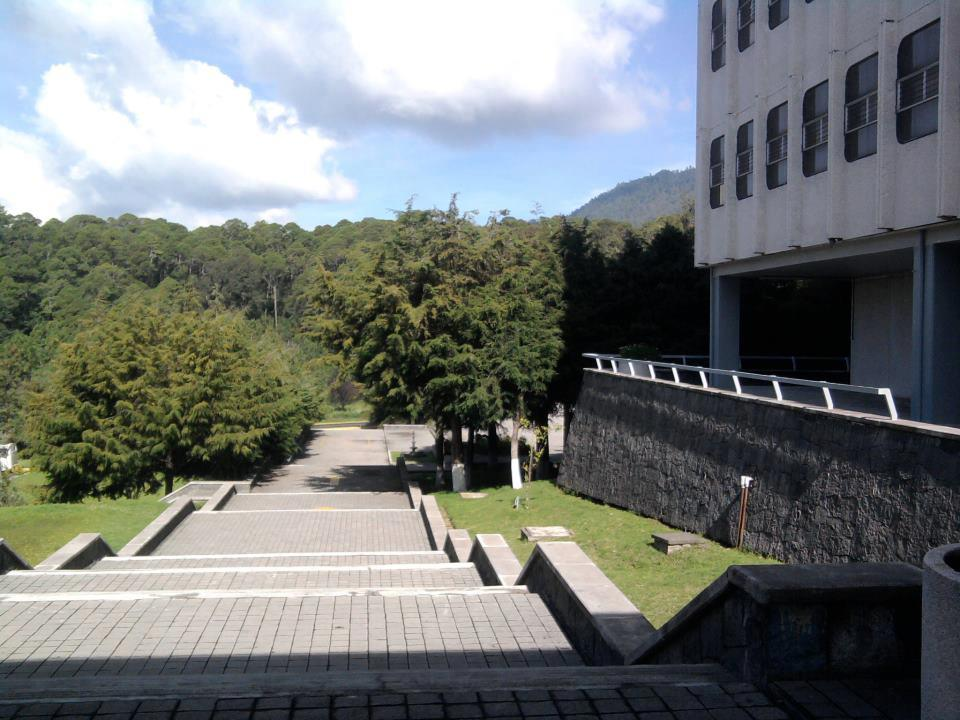
Escaleras del Cics Uma

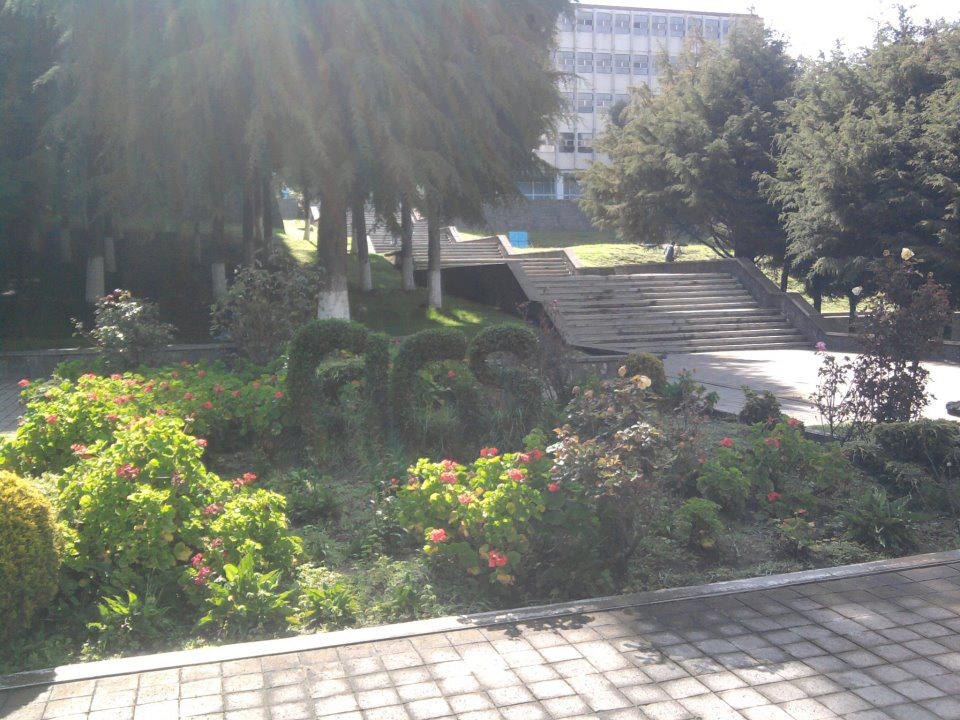
Entrada Cics Uma

## Carreras
- Licenciatura en Nutrición
- Licenciatura en Enfermería
- Licenciatura en Odontología
- Licenciatura en Trabajo Social
- Licenciatura en Optometría
- Licenciatura en Medicina

## Posgrados
- Especialidad en función visual
- Especialidad en el manejo de nutrición de la obesidad y el síndrome metabólico.

## Infraestructura
Debido a que desde su creación, el CICS tuvo como objetivos ser una escuela con un modelo disciplinario, el plantel cuenta con una infraestructura integrada por 5 edificios, en donde se encuentran los salones donde se imparten las clases teóricas, laboratorios, un anfiteatro, un quirófano y también con un equipo de informática.  

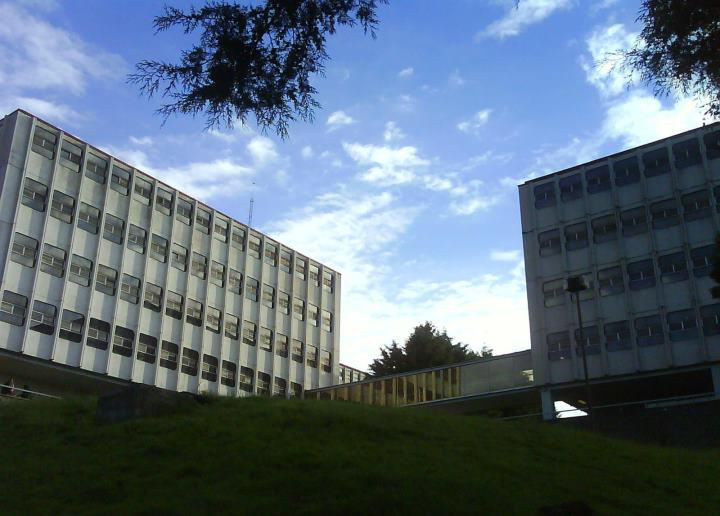
Edificios del Cics Unidad Milpa Alta